# Relaciones Irán-México
Las naciones de Irán y México establecieron relaciones diplomáticas en 1964. Ambas naciones son miembros del Grupo de los 15 y de las Naciones Unidas.

## Historia

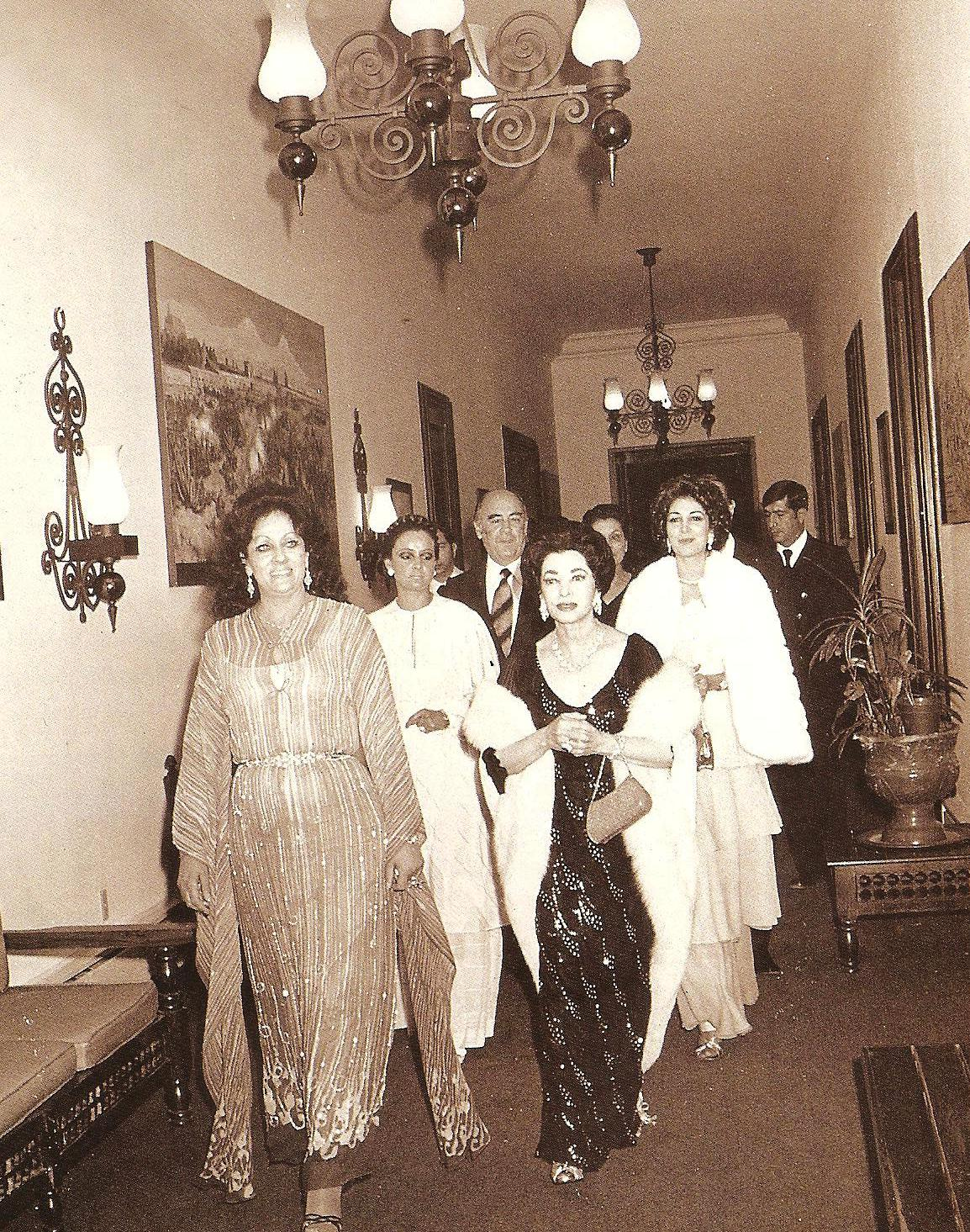
La primera dama mexicana Carmen Romano y el presidente mexicano José López Portillo acompañando a la reina consorte iraní Tadj ol-Molouk en la Ciudad de México; 1978.

Los primeros contactos diplomáticos entre Irán (entonces conocida como Persia) y México ocurrieron en 1895 pero sin que tuvieran trascendencia alguna. En mayo de 1903, un Tratado de Amistad fue firmado entre las dos naciones con motivo de la primera visita del un representante persa al país llamado Isaac Khan. En el mes de septiembre del mismo año, el presidente Porfirio Díaz decidió corresponder el gesto enviando a Teherán a su embajador en París, Sebastián Bernardo de Mier. A causa de la Revolución mexicana y la Primera Guerra Mundial, las relaciones quedaron interrumpidas. En mayo de 1928, el tratado de amistad fue declarado nulo, argumentando “abolición de capitulación”. En 1937 se firmó un nuevo tratado entre las dos naciones y el 15 de octubre de 1964 se establecieron relaciones diplomáticas formales.
En mayo de 1975, el sah Mohammad Reza Pahleví hizo una visita a México y se reunió con el presidente mexicano Luis Echeverría. Durante la visita, el sah y el presidente Echeverría discutieron los acontecimientos ocurridos en el Medio Oriente y ambos líderes acordaron fortalecer las relaciones bilaterales entre ambas naciones y abrir embajadas en las capitales de cada nación, respectivamente. En julio de 1975, el presidente mexicano Luis Echeverría realizó una visita oficial a Irán, la primera y única visita de un jefe de Estado mexicano al país.
En enero de 1978, las manifestaciones se intensificaron en Irán, las cuales desembocaron en una revolución. A comienzos de enero de 1979, dada la gran inestabilidad en la que estaba el país, el sah Mohammad Reza Pahlavi y su familia huyeron de Teherán rumbo a El Cairo. Después de viajar primero a Egipto, Marruecos y las Bahamas, el sah y su familia llegaron a México en junio de 1979, donde se le concedió asilo. Temiendo represalias por parte del pueblo iraní y del gobierno por su decisión de permitir que el sah buscara asilo en México; a la llegada al poder de Ruhollah Jomeiní, México cerró su embajada en Teherán. Como resultado, Irán degradó su representación diplomática en México a la de un Encargado de Negocios. En octubre de 1979, el sah salió de México y viajó a los Estados Unidos para recibir tratamiento médico, donde pronto sucumbió a su enfermedad y murió en julio de 1980 en Egipto. Fue el último monarca de Irán, ya que tras producirse la revolución, se instauró una república islámica, cuya máxima autoridad es el líder supremo del país.
En julio de 1992, México reabrió su embajada en Teherán y en 1994 se celebró en Teherán una conferencia conjunta entre Irán y México para aumentar las relaciones bilaterales. Una segunda conferencia tuvo lugar siete años después, en 2001 en la Ciudad de México. En diciembre de 2014, una delegación parlamentaria iraní visitó México para conmemorar 50 años desde que ambas naciones establecieron relaciones diplomáticas. En febrero de 2018 se celebró en la Ciudad de México la primera reunión de consultas políticas bilaterales.
En mayo de 2024, el presidente mexicano Andrés Manuel López Obrador envió condolencias por la muerte del presidente iraní Ebrahim Raisi y del ministro de Relaciones Exteriores Hossein Amir-Abdollahian.

## Visitas de alto nivel
Visitas de alto nivel de Irán a México
- Sah Mohammad Reza Pahlavi (1975)
- Ministro de Relaciones Exteriores Alí Akbar Velayatí (1993)
- Viceministro de Relaciones Exteriores Majid Takht-Ravanchi (2015)
- Ministro de Relaciones Exteriores Mohammad Yavad Zarif (2016)

Visitas de alto nivel de México a Irán
- Presidente Luis Echeverría (1975)
- Secretario de Relaciones Exteriores Fernando Solana Morales (1992)
- Subsecretaria de Relaciones Exteriores Carmen Moreno Toscano (2000)
- Subsecretario de Relaciones Exteriores Carlos de Icaza (2014)

## Acuerdos bilaterales
Ambas naciones han firmado algunos acuerdos bilaterales, como un Acuerdo de Amistad (1903); Acuerdo de Cooperación Científica y Técnica (1975); Acuerdo de Cooperación Cultural (1975); Memorando de entendimiento para fortalecer los vínculos interparlamentarios (2014) y un Memorando de Entendimiento sobre Consultas Políticas (2015).

## Comercio
En 2023, el comercio bilateral entre ambas naciones ascendió a $14.9 millones de dólares. Las principales exportaciones de Irán a México incluyen: polímeros en propileno u otras olefinas, aparatos para proteger circuitos eléctricos, piezas y accesorios para máquinas, cueros y pieles, instrumentos para equipos médicos, pescado, frutas y nueces. Las principales exportaciones de México a Irán incluyen: partes y accesorios para máquinas, artículos farmacéuticos, equipos bucales y dentales.

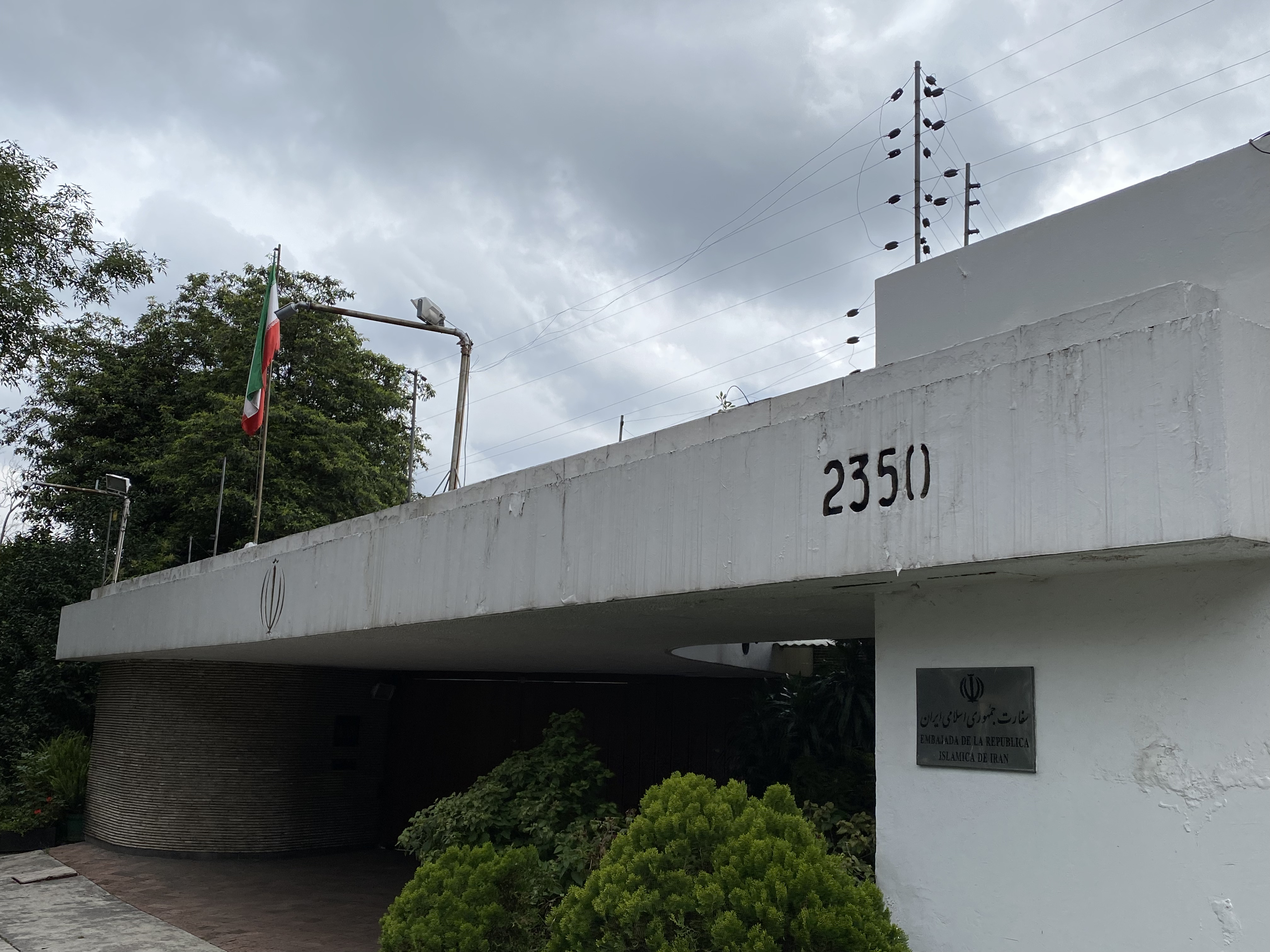
Embajada de Irán en la Ciudad de México

## Misiones diplomáticas residentes
- Irán tiene una embajada en la Ciudad de México.[11]
- México tiene una embajada en Teherán.[12]